# España en los Juegos Olímpicos de Seúl 1988
La participación de España en los Juegos Olímpicos de Seúl 1988 fue la decimosexta de la historia, siendo organizada dicha participación por el Comité Olímpico Español. La delegación estuvo compuesta por 231 deportistas (200 hombres y 31 mujeres), siendo la mayor participación española en unos Juegos Olímpicos hasta ese momento. La abanderada en la ceremonia de inauguración fue S. A. R. Cristina de Borbón, quien acudió a los Juegos en calidad de reserva del equipo español de vela en la modalidad de 470. Tras el desfile la infanta declaró: «Ha sido un gran satisfacción, sobre todo sabiendo que estás representando al país entero y a todos los deportistas».
El equipo olímpico español tuvo representación en un total de 114 pruebas (el 48,1 % del total) repartidas entre 20 deportes, obteniendo cuatro medallas, una de oro, una de plata y dos de bronce, y 14 diplomas olímpicos.
En el medallero general ocupó la posición n.º 25, empatada con Finlandia, de un total de 159 países participantes. Las medallas fueron obtenidas en cuatro deportes diferentes: vela, tenis, tiro y natación. Las cuatro medallas conseguidas continuaron con la curva descendente en la que se encontraba el deporte olímpico español desde Moscú 1980 (6 medallas) y que había decaído ya en Los Ángeles 1984 (5 medallas), aunque supuso la mejor actuación de la historia hasta ese momento en unos Juegos no afectados por un boicot masivo, puesto que tan solo 4 países no acudieron a los Juegos. En palabras de Javier Gómez Navarro, secretario de estado para el deporte, el resultado del equipo olímpico español fue el normal, aunque decepcionante en los deportes de equipo.

## Medallas
El equipo olímpico español consiguió durante los Juegos las siguientes medallas:
| Nombre                              | Deporte  | Competición   | Fecha            |
| ----------------------------------- | -------- | ------------- | ---------------- |
| Oro                                 |          |               |                  |
| José Luis Doreste                   | Vela     | Finn M        | 27 de septiembre |
| Plata                               |          |               |                  |
| Sergio Casal Emilio Sánchez Vicario | Tenis    | Dobles M      | 1 de octubre     |
| Bronce                              |          |               |                  |
| Sergio López Miró                   | Natación | 200 m braza M | 23 de septiembre |
| Jorge Guardiola Hay                 | Tiro     | Skeet M       | 24 de septiembre |

### Por deporte
| Evento   | Oro | Plata | Bronce | Total |
| -------- | --- | ----- | ------ | ----- |
| Natación | 0   | 0     | 1      | 1     |
| Tenis    | 0   | 1     | 0      | 1     |
| Tiro     | 0   | 0     | 1      | 1     |
| Vela     | 1   | 0     | 0      | 1     |
| TOTAL    | 1   | 1     | 2      | 4     |

### Medalla de oro en vela

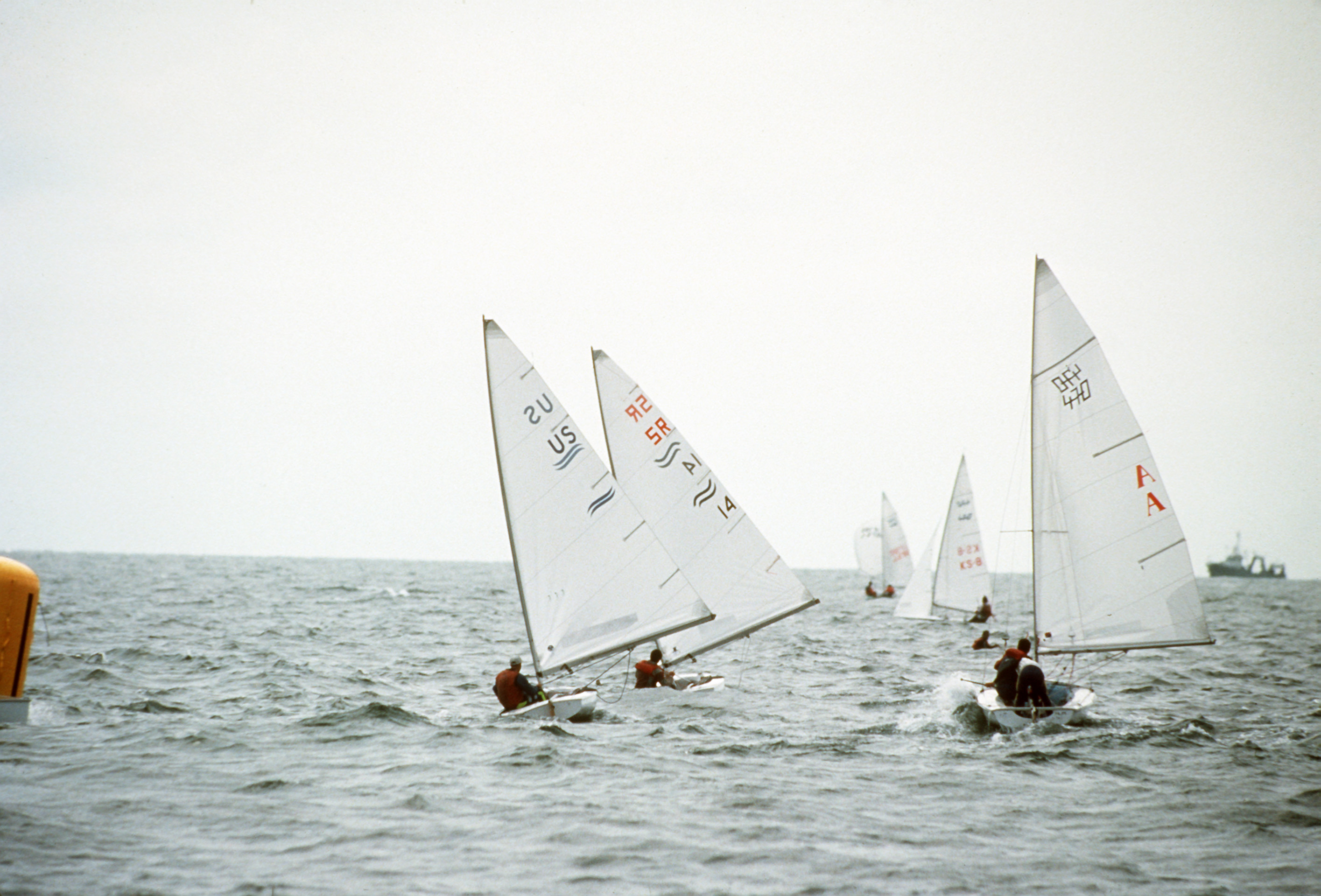
Un momento de la 6.ª regata de la clase Finn celebrada el 26 de septiembre de 1988 en el Centro de vela de Pusan.

Históricamente la vela ha sido el deporte que más medallas ha aportado al equipo olímpico español. En Seúl y por terceros Juegos Olímpicos consecutivos la vela fue el único deporte en el que se consiguió una medalla de oro para la delegación española, siendo José Luis Doreste en la clase Finn y en su cuarta participación olímpica el responsable de dicho logro.
El formato de competición consistía en siete regatas en las que se sumaban puntos en orden inverso al de llegada, así aquel regatista que tuviera menor puntuación tras las siete regatas sería el campeón olímpico. De los siete resultados se eliminaba el peor por lo que tan solo se tenían en cuenta seis para la clasificación final. 
José Luis Doreste comenzó con una séptima posición en la primera regata. Tras ocupar el tercer puesto en la segunda regata, se situó en puestos de medalla. En la tercera regata José Luis logró la victoria tras una dura lucha con el danés Lasse Hjortnæs, que se decidió en la segunda ceñida del día, pero en la cuarta regata y tras finalizar en segunda posición, fue descalificado después de que los jueces aceptaran las reclamaciones de otros competidores. Esta descalificación obligaba a José Luis a no cometer ningún error en las tres regatas restantes. Un tercer y un cuarto puesto en las dos siguientes regatas le permitieron llegar con todas las opciones a la última jornada de competición. Por fin en la última regata y tras una salida conservadora José Luis fue superando rivales para situarse a falta de dos millas en segunda posición tras su máximo rival, el representante de las Islas Vírgenes, Peter Holmberg. En ese momento un inesperado vuelco de su embarcación le relegó al cuarto puesto, obligándole a recuperar al menos una posición para lograr el oro. Tras una dura lucha consiguió superar al estadounidense Ledbeterr para quedar tercero en la regata y proclamarse campeón olímpico con tan solo 1.3 puntos de ventaja sobre el segundo.
 Doreste recibió la medalla de oro de manos del presidente del Comité Olímpico Español Carlos Ferrer Salat.

### Medalla de plata en tenis
El tenis volvía al programa olímpico después de 64 años de ausencia, aunque durante este periodo había sido deporte de exhibición en México 68 y Los Ángeles 84. En la ciudad azteca Manuel Santana y Manuel Orantes obtuvieron oro y plata respectivamente en el torneo de exhibición. En este regreso del tenis, el equipo olímpico español estuvo representado por tres tenistas en categoría masculina, Emilio Sánchez Vicario, Javier Sánchez Vicario y Sergio Casal y una en femenina Arancha Sánchez Vicario.
En las competiciones individuales ninguno alcanzó los cuartos de final, pero en el torneo de dobles, la pareja española formada por Emilio Sánchez y Sergio Casal cumplió los pronósticos previos que la daban como favorita a conseguir una medalla y lograron la de plata.

Seoul Olympic Park Tennis Center donde se celebró el torneo de tenis.

La pareja española empezó el torneo con una sencilla victoria sobre los representantes de la Unión Soviética, Andréi Oljovski y Alexander Volkov, por 7-5, 6-1 y 6-2. En segunda ronda vencieron también con facilidad a los austriacos Antonitsch y Skoff por un claro 6-4, 6-2 y 6-1. La medalla de bronce se aseguró con la victoria, también muy clara (6-1, 7-6 y 6-3), frente a los yugoslavos Goran Ivanišević y Slobodan Živojinović.
En las semifinales los rivales fueron los suecos Stefan Edberg y Anders Jarryd. Tras empezar perdiendo los tres primeros juegos del partido la pareja española reaccionó y logró el primer set por 6-4. En el segundo los fallos en el saque de Sergio Casal provocaron que la pareja sueca se hiciera con el set por un contundente 6-1. Pero tras esto los españoles sacaron lo mejor de si para imponerse en los dos set siguientes y lograr el paso a la final con unos claros 6-3 y 6-2.
La final disputada el 1 de octubre enfrentó a la pareja española con los estadounidenses Ken Flach y Robert Seguso, en la que era una repetición de la final del Torneo de Wimbledon de 1987 ganada por los estadounidenses. Sergio y Emilio empezaron el partido de forma dubitativa lo que les situó con dos set en contra 6-3 y 6-4, poco a poco entraron en juego y lograron empatar el partido tras vencer los dos siguientes set en la muerte súbita. En el último set Emilio Sánchez perdió su saque cuando el partido estaba empatado a 7 juegos, lo que fue aprovechado por los estadounidenses para terminar venciendo el set por 9-7, en un partido que se prolongó más de cuatro horas.

### Medalla de bronce en natación
La natación nunca había sido una especialidad que haya proporcionado grandes éxitos al deporte español, puesto que una medalla de oro y tres de bronce es todo el botín logrado por los nadadores españoles en los Juegos Olímpicos. Una de esas medallas fue la lograda por Sergio López en los Juegos de Seúl. De esta forma López se convirtió en el primer medallista olímpico español de natación nacido en España, puesto que David Zubero nació en Jacksonville, Florida.
En la prueba de 200 m braza junto a López se inscribieron un total de 54 nadadores, incluyendo al también español Joaquín Fernández. Los 54 nadadores fueron distribuidos en siete series, clasificándose para la final los 8 mejores tiempos. Sergio López quedó encuadrado en la serie de más nivel junto al húngaro József Szabó y al británico Nick Gillingham que serían medalla de oro y plata respectivamente. Con un tiempo de 2:17.06 Sergio finalizó en tercera posición de su serie y logró pasar a la final con el sexto mejor tiempo. En la final Sergio, que participaba por la calle 7, realizó una mala salida pasando en sexta posición por los primeros 50 m y aunque aumentó el ritmo al llegar a los 150 m ocupaba todavía la quinta plaza. En un apurado final logró superar primero al soviético Lozyk y en los últimos metros al estadounidense Mike Barrowman para finalizar con una marca de 2:15.21 que aunque no le permitió luchar por el oro o la plata le sirvió para superar a Barrowman por tan solo 24 centésimas y lograr la segunda medalla de la historia de la natación olímpica española hasta ese momento, tras el bronce de David López Zubero en Moscú 80 además de un nuevo récord de España de la distancia.

### Medalla de bronce en tiro

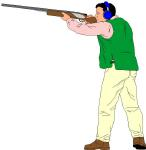
Jorge Guardiola logró el bronce en la modalidad de skeet.

La medalla de bronce de Jorge Guardiola fue la primera conseguida por el tiro olímpico español en 36 años, desde que Ángel León lograra la plata en los Juegos Olímpicos de Helsinki en 1952 en la prueba de pistola libre de 50 m.
La prueba, en la que tomaron parte 52 tiradores, tenía una primera fase de seis tiradas sobre 25 platos cada una. Los 24 tiradores con mayor puntuación tras esta primera fase se clasificaban para semifinales. Guardiola, que un mes antes de los Juegos se había proclamado subcampeón de Europa, comenzó con dos fallos en las dos primeras tiradas (24 y 24 platos) lo que le relegó en la clasificación provisional, pero tres plenos en las cuatro últimas tiradas le situaron octavo permitiéndole pasar a semifinales con un total acumulado de 147 platos. En semifinales los tiradores debían hacer dos tiradas de 25 platos sumándose los resultados a los obtenidos en la primera fase. Tras ello los seis tiradores con mayor puntuación obtenían el pase a la final. Guardiola logró acertar 24 platos en su primera tirada y 25 en la segunda, esto le daba una puntuación de 196 platos que le dejaba empatado con otros 6 tiradores en la 6.ª y última posición que permitía el paso a la final. En ese caso el reglamento recogía que sería el tirador que más platos hubiera roto en la última tirada el que pasaría a la final, Guardiola al ser el único que había roto todos los platos en la última tirada fue el que logró la última plaza que daba derecho a disputar las medallas. En la final se realizó una única tirada de 25 platos que se sumó al total anterior. Guardiola junto al alemán Axel Wegner fueron los únicos que lograron 24 platos. Esta tirada permitió al tirador español obtener el bronce tras Wegner y tras el chileno Alfonso de Iruarrizaga que logró la plata.

## Diplomas olímpicos
En total se consiguieron 16 diplomas olímpicos en diversos deportes, de estos 2 correspondieron a diploma de cuarto puesto, 4 de quinto, 1 de sexto, 6 de séptimo y 3 de octavo.
| Nombre | Deporte           | Competición         | Fecha            |
| --- | ----------------- | ------------------- | ---------------- |
| 4.° |                   |                     |                  |
| Josep Marín | Atletismo         | 20 km marcha        | 23 de septiembre |
| Fernando León Francisco Sánchez Luna | Vela              | Clase 470           | 27 de septiembre |
| 5.° |                   |                     |                  |
| Antonio Corgos | Atletismo         | Salto de longitud   | 26 de septiembre |
| Josep Marín | Atletismo         | 50 km marcha        | 30 de septiembre |
| Bernardo González Miñano | Ciclismo en pista | 1 km contrarreloj   | 20 de septiembre |
| María Isabel Lloret | Gimnasia rítmica  | Concurso individual | 30 de septiembre |
| 6.° |                   |                     |                  |
| Equipo | Waterpolo         | Torneo masculino    | 1 de octubre     |
| 7.° |                   |                     |                  |
| Maite Zúñiga | Atletismo         | 800 m               | 26 de septiembre |
| Joaquín Valle Montero | Halterofilia      | –56 kg              | 19 de septiembre |
| Joaquín Ruiz Llorente | Judo              | –71 kg              | 27 de septiembre |
| Vitorino González Enríquez | Judo              | –78 kg              | 28 de septiembre |
| Narciso Suárez Amador | Piragüismo        | C1 500 m            | 30 de septiembre |
| José Manuel Bermúdez Manuel Vera Vázquez | Remo              | Doble scull (M2x)   | 23 de septiembre |
| 8.° |                   |                     |                  |
| Equipo | Baloncesto        | Torneo masculino    | 30 de septiembre |
| Alfredo Fernández-Durán (Kaoua) Juan García Trevijano (Tirol) Pedro Sánchez Alemán (Nuit des Tourelles) Luis Álvarez de Cervera (Mirage Mexicain) | Hípica            | Saltos por equipos  | 28 de septiembre |
| Carlos Iniesta Mira | Vela              | Clase Division II   | 27 de septiembre |

## Participantes por deporte
De los 23 deportes (28 disciplinas) reconocidos por el COI en los Juegos Olímpicos de verano, se contó con representación española en 20 deportes (25 disciplinas). 
| N.º | Deporte                        | H   | M  | T   |
| 1   | Atletismo                      | 27  | 9  | 36  |
| 2   | Baloncesto                     | 12  | 0  | 12  |
| 3   | Balonmano                      | 15  | 0  | 15  |
| 4   | Boxeo                          | 5   | –  | 5   |
| 5   | Ciclismo en ruta               | 7   | 0  | 7   |
| 5   | Ciclismo en pista              | 6   | 0  | 6   |
| 6   | Esgrima                        | 8   | 0  | 8   |
| 7   | Fútbol                         | 0   | –  | 0   |
| 8   | Gimnasia artística             | 3   | 6  | 9   |
| 8   | Gimnasia rítmica               | –   | 2  | 2   |
| 9   | Halterofilia                   | 6   | –  | 6   |
| 10  | Hípica                         | 8   | 0  | 8   |
| 11  | Hockey                         | 16  | 0  | 16  |
| 12  | Judo                           | 3   | –  | 3   |
| 13  | Lucha                          | 9   | –  | 9   |
| 14  | Natación                       | 7   | 4  | 11  |
| 14  | Natación sincronizada          | –   | 3  | 3   |
| 14  | Saltos                         | 2   | 0  | 2   |
| 14  | Waterpolo                      | 13  | –  | 13  |
| 15  | Pentatlón moderno              | 3   | –  | 3   |
| 16  | Piragüismo en aguas tranquilas | 11  | 0  | 11  |
| 17  | Remo                           | 13  | 0  | 13  |
| 18  | Tenis                          | 3   | 1  | 4   |
| 19  | Tenis de mesa                  | 0   | 0  | 0   |
| 20  | Tiro                           | 6   | 2  | 8   |
| 21  | Tiro con arco                  | 3   | 1  | 4   |
| 22  | Vela                           | 14  | 3  | 17  |
| 23  | Voleibol                       | 0   | 0  | 0   |
|     | TOTAL                          | 200 | 31 | 231 |

## Participación española por deportes

### Atletismo

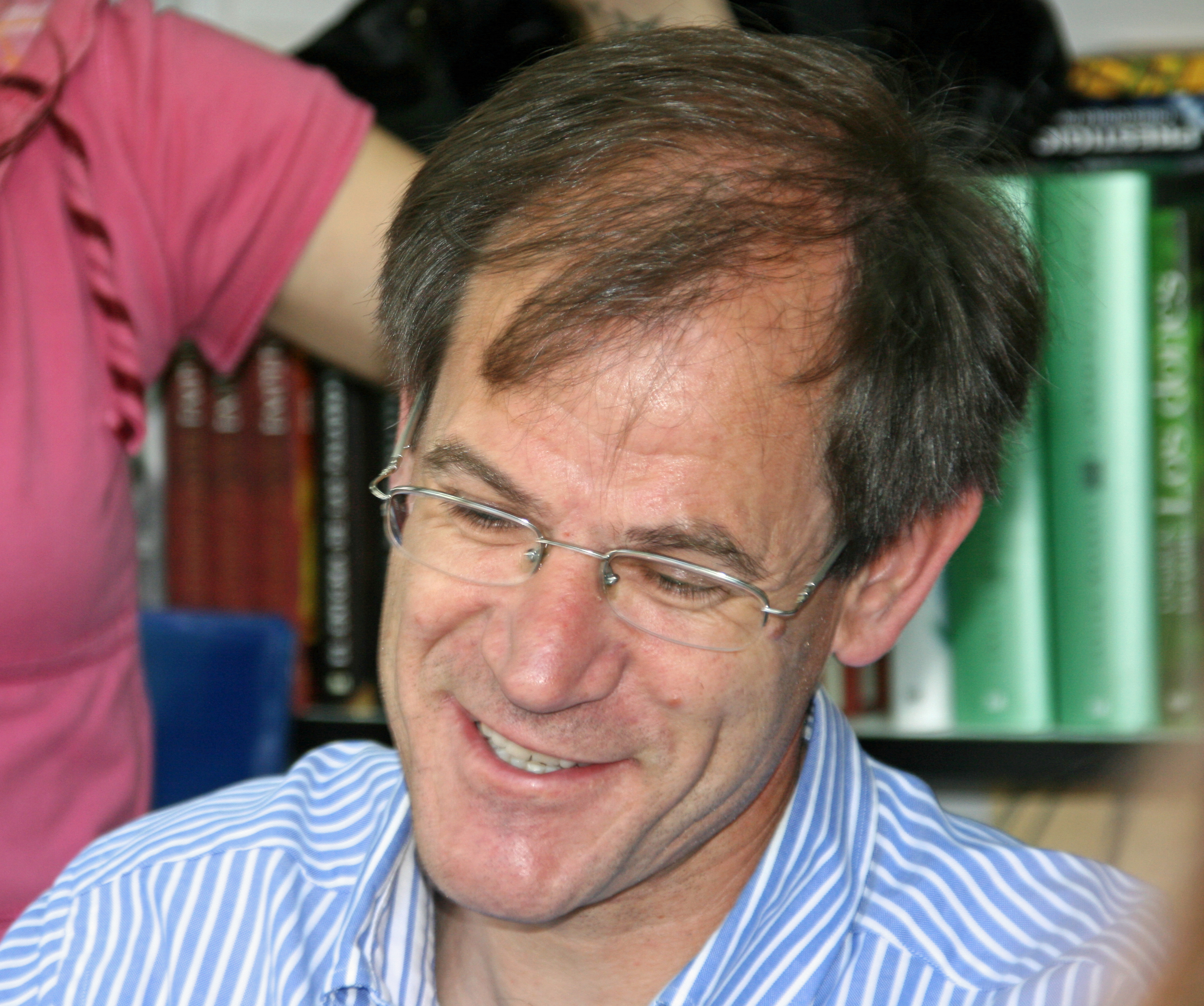
Abel Antón representó a España en los 5000 m.

La representación española en atletismo estuvo formada por un total de 35 atletas, 25 hombres y 10 mujeres, que no lograron ninguna medalla, pero sí cuatro diplomas olímpicos. Josep Marín fue quien más cerca estuvo de la medalla, puesto que finalizó en la 4.ª plaza en los 20 km con una marca de 1.20:34 y en la 5.ª en los 50 km ambas pruebas en la especialidad de marcha. Es de reseñar que en los 20 km marcha hizo su debut en unos Juegos Olímpicos el atleta Daniel Plaza que lograría el oro cuatro años después en los Juegos Olímpicos de Barcelona 1992 y que en esta ocasión fue 12.º.
Otro de los diplomas fue el obtenido por el saltador de longitud Antonio Corgos, que finalizó en 5.ª posición en una prueba dominada por los saltadores de Estados Unidos Carl Lewis, Mike Powell y Larry Myricks que por ese orden lograron las tres medallas. Corgos se clasificó para la final con un salto de 7,91 m, que logró superar en la final al saltar 8,03 m, pero que no le sirvió para acercarse a las medallas.
El cuarto y último diploma del atletismo español lo logró la atleta guipuzcoana Mayte Zúñiga que finalizó 7.ª en los 800 m femeninos. La española se clasificó con apuros para semifinales, gracias a que su marca de 2:00.98 le permitió pasar por tiempos. En semifinales y con una gran marca de 1:58.85 terminó cuarta en su carrera y se convirtió en la primera atleta femenina española en clasificarse para una final olímpica. En la final no pudo repetir su marca de semifinales y con un tiempo de 1:59.82 ocupó la séptima posición final.
Otros resultados destacables fueron el 10.º puesto del atleta segoviano Antonio Prieto en la final de los 10 000 metros, el 12.ª del saltador de altura Arturo Ortiz que se clasificó para la final al batir el récord de España de la prueba con un salto de 2,28 m o la actuación de Cristina Pérez en los 400 m vallas donde batió por dos veces el récord de España aunque no pudo pasar de semifinales.
Entre los ausentes a los Juegos dentro del equipo español de atletismo destacan por encima de todos el subcampeón del mundo de los 1500 m en Roma 1987, el toledano José Luis González a causa de una lesión de rodilla y el medallista en Los Ángeles 1984 en la misma prueba José Manuel Abascal, por su bajo estado de forma a causa de una lesión de pubis.

### Baloncesto

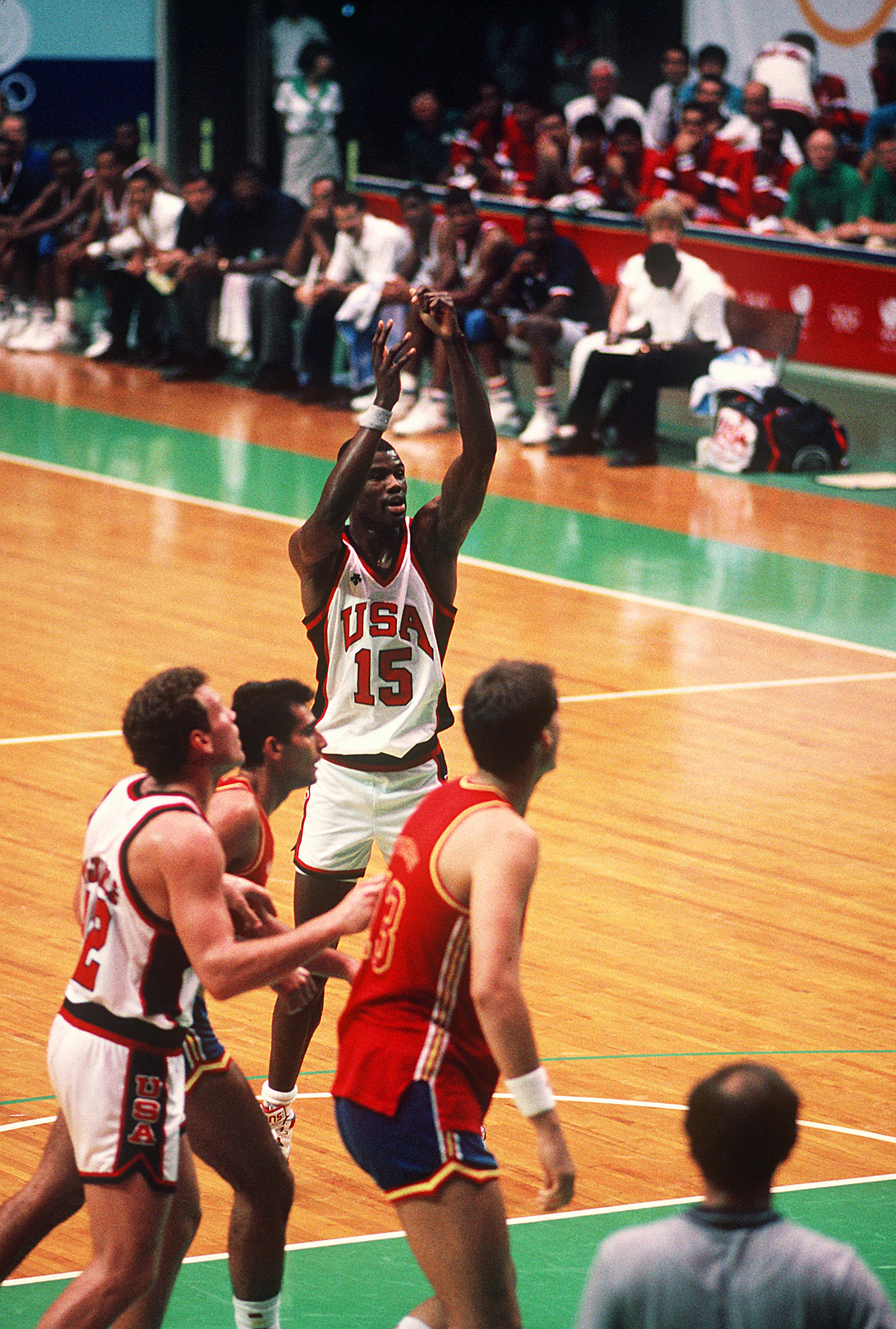
Un momento del partido que enfrentó a las selecciones de España y Estados Unidos.

La selección masculina dirigida por Antonio Díaz Miguel se clasificó para los Juegos tras finalizar tercera, tras la Unión Soviética y Yugoslavia, en el preolímpico disputado en los Países Bajos en julio de 1988. La selección estaba formada por José Luis Llorente, Nacho Solozabal, José Antonio Montero, Epi, Antonio Martín, Andrés Jiménez, José Biriukov, Fernando Arcega, Ferrán Martínez, Josep Maria Margall, Jordi Villacampa y Quique Andreu, este último en sustitución de los lesionados Fernando Romay y Juan Antonio Morales. Tomaron parte en el torneo un total de 12 selecciones nacionales que en la primera fase quedaron divididas en dos grupos de 6 equipos. De cada grupo se clasificaban para los cuartos de final los cuatro primeros. En esta primera fase la selección española quedó encuadrada en un grupo formado por las selecciones de Estados Unidos, Brasil, Canadá, China y Egipto. El debut del combinado español se produjo el 18 de septiembre frente al potente equipo de Estados Unidos, en la que era una repetición de la final olímpica de los Juegos de Los Ángeles. España no tuvo ninguna opción y fue derrotada por 97-53, en un partido en el que según palabras del seleccionador Antonio Díaz Miguel: "hay mucho que ganar y poco que perder, puesto que los rivales a batir serán Canadá y Brasil". En la segunda jornada de la competición España derrotó a Egipto por 113-70, aunque sufrió más problemas de los esperados sobre todo en la primera parte. La tercera jornada deparó un enfrentamiento frente a China que España saldó con una nueva victoria, en este caso más holgada por 106-74. En la cuarta jornada España se enfrentó a uno de sus grandes rivales en la lucha por el segundo puesto del grupo, la selección de Canadá. El partido caería del lado español por 94-84, gracias a su mejor juego interior. En la quinta y última jornada de la primera fase España debía enfrentarse a la selección de Brasil, que contaba con Oscar Schmidt como su mayor figura, con la necesidad de vencer para evitar el enfrentamiento con la Unión Soviética en cuartos de final. España con una gran defensa y juego interior derrotó al equipo suramericano por 118-110, a pesar de que Oscar Schmidt logró la mayor anotación olímpica de la historia con 55 puntos. Con esta victoria España finalizaba segunda de grupo teniendo que enfrentarse en cuartos de final a la selección de Australia, a la que se había vencido en los siete partidos disputados a lo largo de la historia hasta esa fecha. Pero el partido se convirtió en una exhibición de tiros triples por parte del equipo australiano, que llegó a convertir 12, y España cayó por 74-77 viéndose relegada a luchar por los puestos del quinto al octavo. El equipo español abatido tras la derrota ante Australia perdió los dos últimos partidos del torneo frente a Canadá (91-96) y Puerto Rico (92-93) y finalizó en una discreta 8.ª plaza, que le proporcionó un diploma olímpico, pero que supuso un gran paso atrás tras la plata de cuatro años antes, y que vislumbraba el fracaso que se produciría en los Juegos de Barcelona 1992.

### Balonmano
Por primera vez en la historia el equipo masculino obtuvo la clasificación directa para los Juegos Olímpicos, gracias al quinto puesto logrado en el Campeonato del Mundo de Suiza de 1986. El formato del torneo consistía en dos grupos de 6 equipos cada uno, en cada grupo se jugaba una liga de todos contra todos clasificándose el primero de cada grupo para la final y el segundo para el partido por la medalla de bronce. España tras el sorteo quedó encuadrada en el grupo B junto a Checoslovaquia, Corea del Sur, Hungría, República Democrática de Alemania y Japón. La selección española comenzó la fase de grupos con una derrota frente a Checoslovaquia (17-20), en un partido en el que según palabras de Juan de Dios Román: "No merecíamos ganar, fuimos siempre a remolque sin coger el ritmo". La victoria frente a Japón 25-19 fue un espejismo, puesto que luego vendrían otras dos derrotas más; frente a la República Democrática de Alemania (20-21) en un partido en el que España fue siempre por detrás en el marcador y frente a Hungría (16-26) en un partido catalogado como catastrófico por la prensa. La victoria en la última jornada frente al anfitrión Corea del Sur solo maquilló la imagen dada. Finalmente España fue 9.ª tras vencer a Argelia en el partido por los puestos 9.º y 10.º. El 9.º puesto se consideró un fracaso histórico para una selección que antes del comienzo de los Juegos estaba considerada como candidata a medalla, provocando que Juan de Dios Román abandonara el puesto de seleccionador.

### Boxeo
España presentó en competición a 5 boxeadores, de los que tan solo Javier Martínez logró superar la primera ronda al vencer al mozambiqueño Lucas Junario. Los representantes españoles fueron:
- Antonio Caballero Bravo en peso ligero.
- Bonifacio García Ochaita en peso mosca.
- Tomás Ruiz Macho en superligero.
- Javier Martínez Rodríguez en wélter.
- José Ortega Chumilla en pesado.

### Ciclismo
La representación olímpica española en ciclismo estuvo formada por 13 deportistas, 7 en pruebas de ruta y 6 en las de pista.

#### Ciclismo en pista
La mejor actuación del ciclismo en pista español en Seúl la realizó el ciclista murciano Bernardo Gonzaléz que logró el quinto puesto y el correspondiente diploma olímpico en la prueba de 1 km contrarreloj. Bernardo realizó un tiempo de 1:05.281 quedándose a tan solo 167 centésimas de la medalla de bronce. Bernardo González también formó parte del equipo de persecución que con una tiempo de 4.24:90 finalizó en 11.º posición. En la prueba de velocidad José Manuel Moreno finalizó en una meritoria 9.ª posición, hay que destacar que Moreno se proclamaría campeón olímpico cuatro años después en la prueba del kilómetro contrarreloj.

#### Ciclismo en ruta
El 18 de septiembre se celebró la prueba de 100 km. contrarreloj por equipos, el equipo español formado por José Rodríguez García, Javier Aldanondo Luzuriaga, Javier Carbayeda Echevarria y Arturo Gériz Moreno finalizó en el puesto 1cuarto con un tiempo de 2-05:11.1, casi 8 minutos superior al del equipo de Alemania oriental que logró el oro.
La prueba en ruta se celebró el 27 de septiembre sobre un recorrido de 196,8 km., y fue ganada por el alemán oriental Olaf Ludwig. Por parte española compitieron Eduardo Manrique (52.º), Gonzalo Aguiar (80.º) e Iván Alemany (89.º).

### Equitación
España estuvo representada en las competiciones de equitación por un total de 8 jinetes. El mejor resultado lo logró el equipo de saltos formado por Alfredo Fernández-Duran Moreno, Juan García Trevijano, Pedro Sánchez Alemán y Luis Álvarez de Cervera, que aunque sumó un total de 75 puntos que no les permitió luchar por las medallas, finalizó en octavo puesto alcanzando el diploma olímpico. En la prueba de saltos individuales Pedro Sánchez Alemán, Luis Álvarez de Cervera, Juan García Trevijano y Luis Astolfi fueron los representantes españoles, consiguiendo la clasificación para la final de los 35 mejores Juan García Trevijano y Pedro Sánchez Alemán. El mejor resultado fue el conseguido por Juan García Trevijano que finalizó 1octavo. En la prueba del concurso completo participaron Santiago De la Rocha Mille y José Ramón Beca Borrego que fueron 1quinto y 32.º respectivamente. Por último en doma Juan Matute fue 4cuarto con un total de 1205 puntos.

### Esgrima
Ocho fueron los representantes españoles en la competición de esgrima, todos ellos en las pruebas masculinas de florete, sable, espada y espada por equipos. En las pruebas individuales ninguno de los representantes españoles lograron superar la ronda de cuartos de final, siendo el mejor resultado obtenido el puesto 2sexto de Antonio García en sable individual. En la prueba de espada por equipos era donde la delegación española tenía puestas mayores esperanzas de obtener un buen resultado, puesto que los representantes españoles habían sido cuartos en la Copa del Mundo de 1986, pero las derrotas ante la anfitriona Corea del Sur y ante Italia eliminaron a los representantes españoles del camino hacia las medallas.

### Gimnasia
La representación olímpica española estuvo formada por 9 gimnastas (6 mujeres y 3 hombres) en gimnasia artística y por 2 gimnastas en gimnasia rítmica.

#### Gimnasia artística
El equipo español femenino de gimnasia estuvo representado por 6 gimnastas dado que había obtenido la clasificación para el concurso por equipos en los Campeonatos del mundo de Róterdam de 1987. En la ciudad coreana el equipo español finalizó en 9.ª posición, la mejor de toda su historia hasta ese momento. La actuación femenina en gimnasia artística se completó con la participación en el concurso individual de Eva Rueda y Laura Muñoz que finalizaron en los puestos 18.º y 23.º respectivamente.
En categoría masculina de los 3 representantes solo Alfonso Rodríguez de Sadia clasificó para la final individual finalizando en la 27.ª posición, en una final dominada por los gimnastas de la Unión Soviética que lograron las tres medallas.

#### Gimnasia rítmica
María Isabel Lloret y María Martín Rodríguez fueron las dos representantes españolas. María Isabel obtuvo un diploma olímpico al finalizar en la 5.ª posición con una puntuación de 58,900, obteniendo la mejor posición de una gimnasta española en unos Juegos Olímpicos hasta ese momento. María Isabel, que llegó a la última jornada empatada con otras dos gimnastas en la sexta posición, ascendió a la quinta plaza definitiva gracias a cuatro ejercicios puntuados con 9,85. Por su parte María Martín terminó en 20.º posición, última en la final, con un total de 57,475 puntos.

### Halterofilia
La representación española en halterofilia estuvo compuesta por seis deportistas. La mejor actuación corrió a cargo de Joaquín Valle en la categoría de -565 kg. Inicialmente el halterófilo malagueño finalizó en octava posición con una total olímpico de 247,55 kg con lo que consiguió diploma olímpico, pero la posterior descalificación por dopaje del campeón olímpico Mitko Grablev le permitió ascender a la 7.ª plaza final. El resto de los levantadores españoles no pudieron clasificar entre los 10 primeros. Lo peor fue la descalificación en la categoría de -67,5 kg de Fernando Mariaca por dar positivo por pemolina en un control antidopaje, lo que le supuso además una sanción de seis meses por parte de la Federación Internacional.

### Hockey hierba
Para los Juegos tan solo consiguió la clasificación la selección masculina. Dicha clasificación se consiguió tras un enfrentamiento a doble partido con la selección de Polonia. Una vez en el torneo los resultados no fueron los esperados lográndose tan solo una victoria en la fase de grupo, ante el débil equipo de Kenia, y un empate frente a Holanda y perdiéndose los otros tres partidos frente a Australia, Argentina y Pakistán. El debut se produjo el 19 de septiembre ante el conjunto de Pakistán, siendo el seleccionado español derrotado por un contundente 5-1 después de que la primera parte finalizara con la victoria española. En la segunda jornada el juego español mejoró y la selección empató (1-1) frente a los Países Bajos gracias a un gol en el tiempo de descuento. La tercera jornada deparó un enfrentamiento ante la selección más floja del torneo, Kenia. El combinado español se impuso por 4-2 lo que le hacía mantener esperanzas de clasificarse para la lucha por las medallas. Pero la derrota ante la selección de Argentina por 1-0 en la cuarta jornada eliminó toda posibilidad de obtener el pase a semifinales, el partido fue dominado por España que incluso llegó a disponer de tres penalty corner en los últimos minutos de partido, pero el gol conseguido por la selección Argentina en el primer minuto de la segunda parte fue definitivo. En el último partido de la primera fase la selección española fue derrotada por la de Australia por 1-0 lo que le relegaba a disputar los puestos del 9.º al 12.º. España terminó el torneo en 9.º lugar tras vencer a Canadá y Corea del Sur en las eliminatorias por los puestos del 9.º al 12.º. Este puesto es el peor de todas las participaciones del hockey español en unos Juegos Olímpicos.

### Lucha
El equipo español de lucha que participó en los Juegos estuvo formado por 9 deportistas (6 en libre y 3 en grecorromana). Ninguno de ellos estuvo cerca de la lucha por las medallas siendo el mejor Jesus Montesdeoca que finalizó en el 10.º lugar.

### Natación

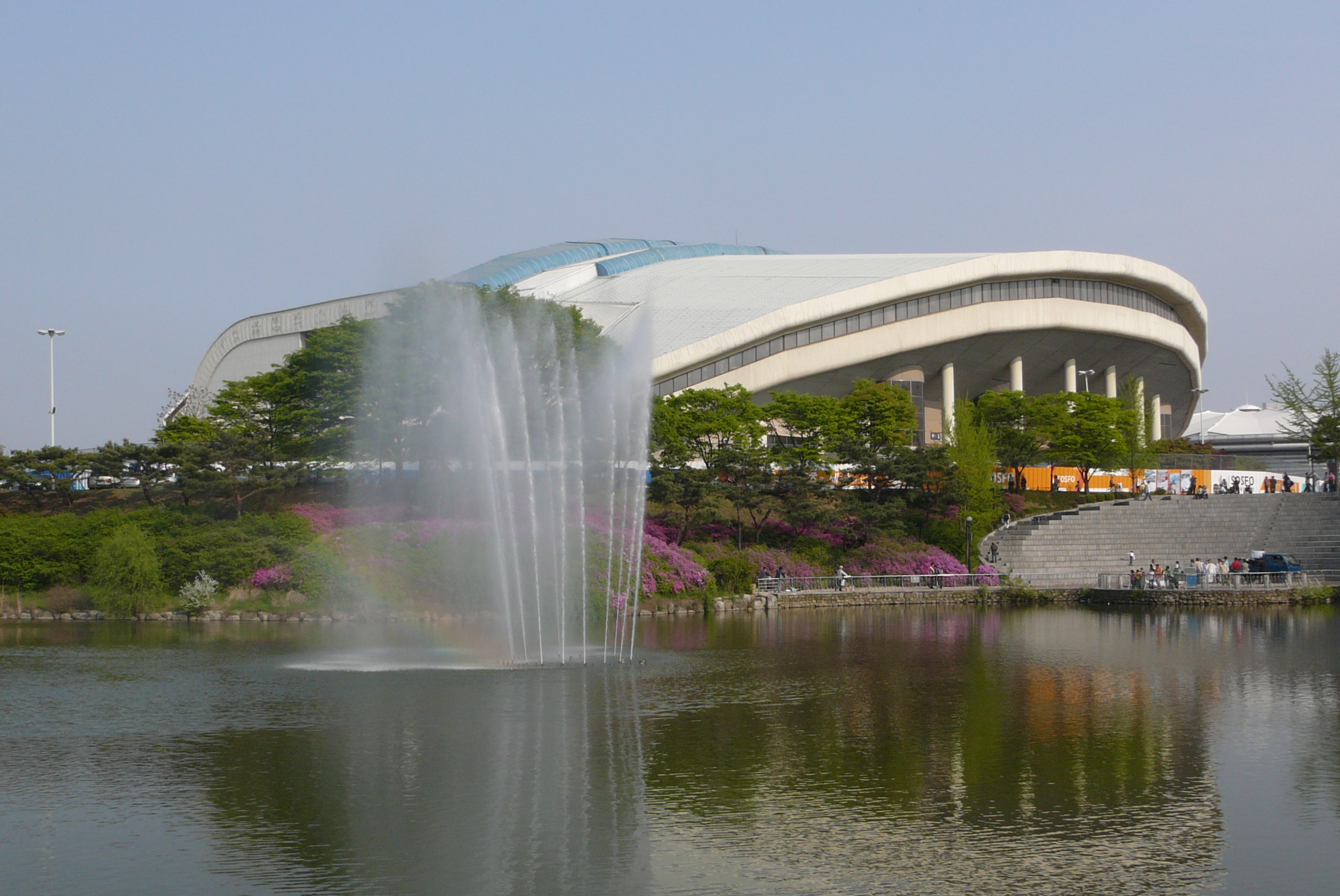
Jamsil Indoor Swimming Pool donde se celebraron todas las pruebas de natación de los Juegos.

España estuvo representada en las cuatro modalidades de natación presentes en los juegos: natación, natación sincronizada, waterpolo y saltos.

#### Natación
La delegación española que tomó parte en las pruebas de natación estuvo formada por 7 hombres y 4 mujeres. La mejor actuación correspondió a Sergio López que logró el bronce en la prueba de 200 m braza. El propio Sergio participó también en las prueba de 100 m braza y 200 m estilos aunque no pudo pasar las preliminares. Del resto de los representantes masculinos tan solo Martín López Zubero consiguió clasificarse para la final B en los 200 m espalda gracias a una marca de 2.03:33 que le permitió batir el récord de España. En la final B obtendría la tercera plaza consiguiendo finalizar en el 11.º puesto. En la categoría femenina la mejor fue Silvia Parera que aunque no pudo clasificarse para ninguna final, batió el récord de España en las tres pruebas que nadó, 200 m braza, 200 m estilos y 4x100 m estilos.

#### Natación sincronizada
A Seúl acudieron tres representantes españolas, Eva López, Marta Amorós y Nuria Ayala.
En la competición individual se celebró primeramente una serie de figuras técnicas, de dicha serie se clasificaron las 18 primeras con la salvedad de que solo podía clasificarse una nadadora por país. Ello permitió que Eva López a pesar de haber ocupado el puesto 39 de 45 participantes pasara a la siguiente ronda. En dicha ronda Eva López finalizó en el puesto 1cuarto. En la competición de dúos España finalizó en penúltimo lugar superando tan solo a las representantes de Aruba.

#### Waterpolo

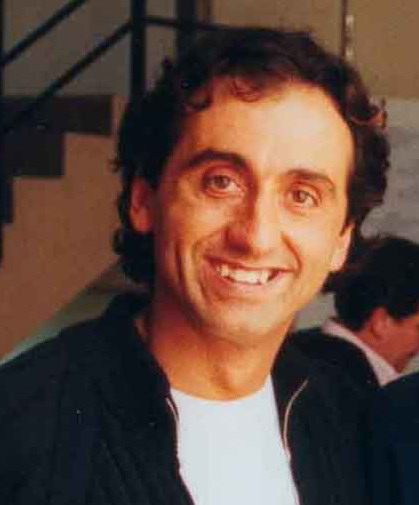
Manuel Estiarte fue el máximo goleador del torneo de waterpolo.

La selección española de waterpolo masculina que participó en los Juegos de Seúl estaba formada por: Jesús Rollán, Jordi Payá, Jordi Sans, Jorge Neira, José Antonio Rodríguez, Manuel Estiarte, Marco Antonio González, Mariano Moya, Miguel Chillida, Miguel Pérez Ibern, Pedro Francisco García, Pere Robert y Salvador Gómez. En el torneo participaron 12 selecciones nacionales repartidas en dos grupos, donde los dos primeros de cada grupo pasaban a semifinales. España quedó incluida en el grupo B frente a las selecciones de Yugoslavia, Estados Unidos, Hungría, Grecia y China. Aunque la selección española ya había conseguido medallas a nivel internacional, como el bronce en el Campeonato de Europa de 1983, los discretos resultados obtenidos en el Campeonato del Mundo de 1986 y en el de Europa de 1987 no la situaban entre las favoritas a medalla. España debutó en el torneo enfrentándose a la débil selección de China a la que venció por 13-6. En la segunda jornada y tras realizar un gran partido España derrotó a la selección de Estados Unidos, subcampeona olímpica en los Juegos de Los Ángeles de 1984. El 9-7 favorable a España fue según palabras de Manuel Estiarte: "el mayor éxito desde que formó parte del combinado nacional". La tercera jornada le deparó al equipo español un empate a 6 goles frente a la selección de Hungría, en un partido en que España siempre fue por delante, pero no pudo consumar el triunfo ante un equipo que mostró especial dureza en sus acciones. Tras este resultado el partido de la cuarta jornada frente a la selección de Yugoslavia era fundamental para la clasificación para las semifinales. El conjunto español comenzó el partido recibiendo un parcial de 0-5 lo que hizo que fuera a remolque durante todo el partido, aunque a falta de 30 segundos y con el partido 8-9 para los yugoslavos la selección española tuvo la oportunidad de empatar al disponer de una posesión de balón con superioridad numérica, por la exclusión de dos jugadores rivales, pero el gol no se logró y el 8-10 prácticamente eliminaba a España de las semifinales. En la última jornada la victoria 12-9 frente a Grecia no sirvió para obtener la clasificación para las semifinales al finalizar en tercer lugar del grupo tras Yugoslavia y Estados Unidos. Un empate en la última jornada entre la selecciones de Hungría y Estados Unidos hubiera permitido a España jugar las semifinales, pero el equipo húngaro recibió un gol a falta de tres segundos que le dio la victoria a los norteamericanos. En la lucha por los puestos del quinto al octavo, España comenzó con una derrota frente a Australia (7-8) para terminar venciendo a Italia (11-9) en la última jornada y finalizar en 6.ª posición, obteniendo el correspondiente diploma olímpico. A título individual hay que destacar que Manuel Estiarte fue el máximo goleador de los Juegos.

#### Saltos
Solo hubo representación masculina en las pruebas de saltos. Emilio Ratia Vidal finalizó en el puesto 2quinto en plataforma de 10 m, mientras que José Miguel Gil Cañizares fue 2quinto en trampolín de 3 m con 483,12 puntos.

### Pentatlón moderno
La actuación española en la prueba de pentatlón moderno estuvo marcada por el positivo de Jorge Quesada, lo que supuso su descalificación tras haber finalizado en la 24.ª posición. Los otros dos españoles participantes Eduardo Quesada y Leopoldo Centeno finalizaron en los puestos 32.º y 3octavo respectivamente. En la competición por equipos España finalizó en 9.ª plaza tras finalizar en segunda posición en la prueba de cross.

### Piragüismo
El piragüismo era a priori uno de los deportes en los que España contaba con más posibilidades de obtener medalla, como así se había demostrado en las tres ediciones de los Juegos Olímpicos precedentes (2 platas y 2 bronces). Pero una vez en tierras asiáticas de los 11 representantes españoles, solo el vallisoletano Narciso Suárez en C1 500 fue capaz de clasificarse para una final y por tan solo 1 centésima. En la final, disputada el 30 de septiembre, Suárez fue séptimo, lo que proporcionó un diploma a la delegación española aunque no se consideró como un buen resultado, pues se esperaba una mejor actuación.

### Remo
Del total de 13 remeros que participaron en los Juegos representando a España, la mejor actuación la hizo la pareja formada por José Manuel Bermúdez García y por Manuel Vera Vázquez que tomaron parte en la prueba de doble scull logrando un meritorio séptimo puesto y el correspondiente diploma olímpico. El resto de embarcaciones no lograron clasificarse para la final. Los malos resultados derivaron en un cisma dentro de la propia Real Federación Española de Remo.

### Tenis

S. A. R Cristina de Borbón debutó en unos Juegos Olímpicos en una embarcación de la clase tornado.

Además del éxito que supuso la plata en la modalidad de dobles conseguida por Emilio Sánchez Vicario y Sergio Casal, también hubo participación española en los torneos individuales masculino y femenino aunque sin obtenerse grandes resultados. Arancha Sánchez Vicario en su primera participación en unos Juegos Olímpicos, con tan solo 16 años, fue eliminada en la primera ronda del torneo femenino por la yugoslava Sabrina Goleš al caer derrotada por 6-4 Y 6-2. En la categoría masculina Emilio Sánchez Vicario comenzó el torneo derrotando al japonés Shuzo Matsuoka por 6-3, 6-4 y 6-3, pero cayó en segunda ronda ante el italiano Paolo Canè en cuatro set (5-7, 3-6, 7-6 y 4-6).
Su hermano Javier eliminó en primera ronda al nigeriano Sadiq Abdullahi y en segunda al canadiense Grant Connell, pero fue eliminado en tercera ronda también por Paolo Canè. Por último Sergio Casal eliminó a Mark Gurr de Zimbabue en primera ronda y a Leonardo Lavalle de México en segunda para terminar su participación frente al holandés Michiel Schapers. La actuación en los torneos individuales de los representantes españoles se consideró un fracaso, puesto que ninguno pudo acceder a los cuartos de final.

### Tiro
Un total de 8 tiradores, 6 hombres y 2 mujeres representaron a España en Seúl. El mejor resultado fue el bronce conseguido por Jorge Guardiola en la modalidad de skeet. Del resto de actuaciones las más destacadas fueron el 11.º lugar de Rafael Axpe Elejalde en foso olímpico y el 10.º de María Evangelina Suárez García en Pistola de aire 10 m.

### Tiro con arco
Cuatro fueron los representantes españoles en Seúl, tres en categoría masculina y una en femenina. Los resultados fueron muy discretos siendo Antonio Vázquez Mejido el mejor en las pruebas individuales al finalizar en el puesto 32.º mientras que el equipo terminó en 17.ª plaza. Es de destacar que tanto Antonio Vázquez Mejido como Juan Carlos Holgado Romero, que participaron en Seúl con discretos resultados, obtendrían la medalla de oro cuatro años después en la prueba por equipos.

### Vela
Además del oro de José Luis Doreste en la clase Finn, la vela española obtuvo dos diplomas olímpicos uno en la prueba de 470 masculino gracias al cuarto lugar de Fernando León y Francisco Sánchez Luna y otro en tabla a vela con el octavo puesto de Carlos Iniesta Mira. En el 470 masculino, y a pesar de que Luna comenzó la competición lesionado en el hombro, hubo opción de medalla hasta la última regata en la que un problema en la embarcación relegó a la pareja española del 2.º al cuarto lugar. El 470 femenino tampoco tuvo suerte, dado que dos descalificaciones en la 5.ª y 6.ª regata le hicieron bajar desde la 5.ª a la 10.ª plaza final. A destacar el debut en unos Juegos de S. A. R Cristina de Borbón que inicialmente iba a ser reserva del 470 femenino, pero que terminó debutando en la clase tornado tras la indisposición de Luis López-Alonso.

### Yudo
España fue representada en la competición de yudo por tres deportistas. Carlos Sotillo en la categoría de -60 kg fue eliminado en su primer combate por el portugués Renato Santos. En -71 kg, Joaquín Ruíz venció al representante de Argelia en primera ronda, pero cayó en segunda ronda frente al italiano Ezo Gambare. En su primer combate de repesca fue derrotado por el húngaro Bertalan Hajtos. Por último, en -78 kg Victorino González derrotó en primera ronda por ippon al representante de Kenia. En segunda ronda volvió a vencer en este caso al colombiano Luis Eduardo Ochoa, para caer posteriormente en octavos de final frente al alemán occidental Frank Wieneke que era el campeón olímpico de Los Ángeles 84 y que obtendría la plata en la competición. En la repesca vencería al sueco Lars Adolfsson, pero luego caería frente al francés Pascal Tayot.

### Deportes de exhibición
En Seúl cinco fueron los deportes de exhibición: judo en categoría femenina, béisbol, taekwondo en ambas categorías, bádminton en ambas categorías y bolos en ambas categorías. España solo estuvo representada en taekwondo, donde participaron un total de 16 deportistas. La delegación española acudía a los Juegos como segunda potencia mundial, contando entre sus filas con campeonas del mundo como Coral Bistuer. Se lograron finalmente 4 medallas de plata y 5 de bronce.

## Casos de dopaje
En unos Juegos marcados por el famoso positivo del atleta canadiense Ben Johnson, dos fueron los casos de dopaje en el equipo olímpico español, el del halterófilo Fernando Mariaca y el del pentatleta Jorge Quesada. En el caso de Mariaca el positivo fue por pemolina que es un estimulante, dándose la circunstancia de que dicho estimulante le había sido recetado por el médico de la Federación Española de Halterofilia, Enrique Carlos San Isidro, quien posteriormente reconoció no haber leído la lista de sustancias prohibidas. La Comisión Médica del COI presentó una severa advertencia a la dirección médica del equipo español y el secretario de estado para el deporte Javier Gómez Navarro declaró que el doctor San Isidro debía dimitir por su error.
Quesada por su parte dio positivo por propranolol que es un beta bloqueante muy utilizado por los tiradores. Ambos casos fueron los primeros del deporte olímpico español desde el positivo de Jaime Huélamo en los Juegos Olímpicos de Múnich 1972.